# Hymne de la république socialiste soviétique d'Arménie
L’hymne de la république socialiste soviétique d'Arménie (arménien : Հայկական ՍՍՀ օրհներգ, Haykakan SSH orhnerg) était l’hymne national de l’Arménie alors qu'elle était la république socialiste soviétique d'Arménie,.

## Histoire
L'’hymne a été utilisé de 1944 à 1991. Il a été composé par Aram Khatchatourian. Armenak Sarkisyan en a composé les paroles sous le pseudonyme Sarmen (en). Lors de l'indépendance de l’Arménie en 1991, l'hymne national du pays est devenu Mer Hayrenik (Notre patrie).

## Paroles

### Version originale

#### Paroles originales en arménien
| Écriture arménienne | Écriture latine | Transcription API | Écriture cyrillique | Écriture arabe |
| --- | --- | --- | --- | --- |
| Սովետական ազատ աշխարհ Հայաստան՝ Բազում դարեր դաժան ճամփա դու անցար՝ Քաջ նախնիք մեր մաքառեցին քեզ համար՝ Որ դառնաս դու մայր-Հայրենիք հայության։ Կըրկներգ I․ Փառք քեզ՝ միշտ փառք՝ հերոսական Հայաստան՝ Հանճարեղ դու ճարտարագործ-շինարար՝ Ժողովըրդոց սուրբ դաշինքով ստալինյան՝ Դու ծաղկում ես և կերտում լույս ապագադ։ Լենինն անմահ մեզ հուրն անշեջ պարգևեց՝ Մեր դեմ շողաց երջանկաբեր այգաբաց՝ Ստալինը մեծ՝ կործանումից մեզ փըրկեց Եվ տըվեց մեզ նոր՝ ազատ կյանք փառապանծ։ Կըրկներգ II․ Փառք քեզ՝ միշտ փառք՝ վերածնըված Հայաստան՝ Հանճարեղ դու ճարտարագործ-շինարար՝ Ժողովըրդոց սուրբ դաշինքով ստալինյան՝ Դու ծաղկում ես և կերտում լույս ապագադ։ Մեծ Ռուսիան մեզ եղբայրության ձեռք մեկնեց՝ Մենք կերտեցինք ամրակուռ՝ նոր պետություն՝ Ոչ մի ոսոխ չի կարող ծընկի բերել Անսասան ժողովըրդին մեր հընագույն։ Կըրկներգ III․ Փառք քեզ՝ միշտ փառք՝ Սովետական Հայաստան՝ Հանճարեղ դու ճարտարագործ-շինարար՝ Ժողովըրդոց սուրբ դաշինքով ստալինյան՝ Դու ծաղկում ես և կերտում լույս ապագադ։ | Sovetakán azát ashkhárh Hayastán, Bazúm darér dazhán camphá du antsár, Qaj nakhníq mer makharretsín qez hamár, Vor darrnás du mayr-Hayreníq hayuthyán. Krknérg I: Pharrq qez misht pharrkh, herosakén Hayastán, Hancarégh du cartaragórtz-shinarár, Zhoghovrdóts surb dashinqóv Stalinyán, Du tsaghkúm yes yev kertúm luys apagád. Lenínn anmáh mez hurn anshéj pargevéts, Mer dem shogháts yerjankabér aygabáts, Stalíne metz kortzanumíts mez phrkéts, Yev tvéts mez nor azát kyanq pharrapántz. Krknérg II: Pharrq qez misht pharrq, veratznvátz Hayastán, Hancarégh du cartaragórtz-shinarár, Zhoghovrdóts surb dashinqóv Stalinyán, Du tsaghkúm yes yev kertúm luys apagád. Metz Rrusián mez yeghbayruthyán dzerrq meknéts, Menq kertetsínq amrakúrr nor petuthyún, Voch mi vosókh chi karógh tznkí berél Ansasán zhoghovrdín mer hnagúyn. Krknérg III: Pharrq qez misht pharrq, Sovetakán Hayastán, Hancarégh du cartaragórtz-shinarár, Zhoghovrdóts surb dashinqóv Stalinyán, Du tsaghkúm yes yev kertúm luys apagád. | [sɔ.vɛ.tɑ.ˈkɑn ɑ.ˈzɑt ɑʃ.ˈχɑɾ̥ hɑ.jɑs.ˈtɑn ǀ] [bɑ.ˈzum dɑ.ˈɾɛɾ dɑ.ˈʒɑn t͡ʃɑm.ˈpʰɑ du ɑn.ˈt͡sʰɑɾ ǀ] [kʰɑd͡ʒ nɑχ.ˈnikʰ mɛɾ mɑ.kʰɑ.rɛ.ˈt͡sʰin kʰɛz hɑ.ˈmɑɾ ǀ] [vɔɾ dɑr.ˈnɑs du mɑjɾ hɑj.ɾɛ.ˈnikʰ hɑ.ju.ˈtʰjɑn ǁ] [kəɾk.ˈnɛɾɡ 1] [pʰɑrkʰ kʰɛz ǀ miʃt pʰɑrkʰ ǀ hɛ.ɾɔ.sɑ.ˈkɑn hɑ.jɑs.ˈtɑn ǀ] [hɑn.t͡ʃɑ.ˈɾɛʁ du t͡ʃɑɾ.tɑ.ɾɑ.ˈgɔɾt͡s ʃi.nɑ.ˈɾɑɾ ǀ] [ʒɔ.ʁɔ.vəɾ.ˈdɔt͡sʰ suɾb dɑ.ʃiŋ.ˈkʰɔv stɑ.lin.ˈjɑn ǀ] [du t͡sʰɑʁ.ˈkum ɛs jɛv kɛɾ.ˈtum lujs ɑ.pɑ.ˈgɑd ǁ] [lɛ.ˈninː ɑn.ˈmɑh mɛz huɾn ɑn.ˈʃɛd͡ʒ pɑɾ.gɛ.ˈvɛt͡sʰ ǀ] [mɛɾ dɛm ʃɔ.ˈʁɑt͡sʰ jɛɾ.d͡ʒɑŋ.kɑ.ˈbɛɾ ɑj.gɑ.ˈbɑt͡sʰ ǀ] [stɑ.ˈli.nə mɛt͡s ǀ kɔɾ.t͡sɑ.nu.ˈmit͡sʰ mɛz pʰəɾ.ˈkɛt͡sʰ ǀ] [jɛv tə.ˈvɛt͡sʰ mɛz nɔɾ ǀ ɑ.ˈzɑt kjɑŋkʰ pʰɑ.rɑ.ˈpɑnt͡s ǁ] [kəɾk.ˈnɛɾɡ 2] [pʰɑrkʰ kʰɛz ǀ miʃt pʰɑrkʰ ǀ vɛ.ɾɑ.t͡s.ni.ˈvɑt͡s hɑ.jɑs.ˈtɑn ǀ] [hɑn.t͡ʃɑ.ˈɾɛʁ du t͡ʃɑɾ.tɑ.ɾɑ.ˈgɔɾt͡s ʃi.nɑ.ˈɾɑɾ ǀ] [ʒɔ.ʁɔ.vəɾ.ˈdɔt͡sʰ suɾb dɑ.ʃiŋ.ˈkʰɔv stɑ.lin.ˈjɑn ǀ] [du t͡sʰɑʁ.ˈkum ɛs jɛv kɛɾ.ˈtum lujs ɑ.pɑ.ˈgɑd ǁ] [mɛt͡s rus.ˈjɑn mɛz jɛʁ.bɑj.ɾu.ˈtʰjɑn d͡zɛrkʰ mɛk.ˈnɛt͡sʰ ǀ] [mɛŋkʰ kɛɾ.tɛ.ˈt͡sʰiŋkʰ ɑm.ɾɑ.ˈkur ǀ nɔɾ pɛ.tu.ˈtʰjun ǀ] [vɔt͡ʃʰ mi vɔ.ˈsɔχ t͡ʃʰi kɑ.ˈɾɔʁ t͡səŋ.ˈki bɛ.ˈɾɛl ǀ] [ɑn.sɑ.ˈsɑn ʒɔ.ʁɔ.vəɾ.ˈdin mɛɾ hə.nɑ.ˈɡujn ǁ] [kəɾk.ˈnɛɾɡ 3] [pʰɑrkʰ kʰɛz ǀ miʃt pʰɑrkʰ ǀ sɔ.vɛ.tɑ.ˈkɑn hɑ.jɑs.ˈtɑn ǀ] [hɑn.t͡ʃɑ.ˈɾɛʁ du t͡ʃɑɾ.tɑ.ɾɑ.ˈgɔɾt͡s ʃi.nɑ.ˈɾɑɾ ǀ] [ʒɔ.ʁɔ.vəɾ.ˈdɔt͡sʰ suɾb dɑ.ʃiŋ.ˈkʰɔv stɑ.lin.ˈjɑn ǀ] [du t͡sʰɑʁ.ˈkum ɛs jɛv kɛɾ.ˈtum lujs ɑ.pɑ.ˈgɑd ǁ] | Советакан азат ашхарҳ Ҳаястан, Базум дарер дажан чамԥа ду анцар, Қаҗ вордиқ қо мақаррецин қез ҳамар, Вор даррнас ду майр-Ҳайрениқ ҳаюҭян. Кәркнерг 1: Ԥаррқ қез, мишт ԥаррқ ҳеросакан Ҳаястан, Ҳанчареғ ду чартарагорҵ-шинарар, Жоғовәрдоц сурб дашинқов Сталинян, Ду цағкум ес ев кертум луйс апагад. Ленинн анмаҳ мез ҳурн аншеҗ паргевец, Мер дем шоғац ерҗанкабер айгабац, Сталинэ меҵ корҵанумиц мез ԥәркец Ев тәвец мез нор, пайҵарр кянқ ԥарапанҵ. Кәркнерг 2: Ԥаррқ қез, мишт ԥаррқ вераҵнәваҵ Ҳаястан, Ҳанчареғ ду чартарагорҵ-шинарар, Жоӷовәрдоц сурб дашинқов Сталинян, Ду цағкум ес ев кертум луйс апагад. Меҵ Ррусиан мез еғбайруҭян дзеррқ мекнец, Менқ кертецинқ амракурр нор петуҭюн, Воч ми восох чи кароғ ҵәнки берел Ансасан жоғовәрдин мер ҳәнагуйн. Кәркнерг 3: Ԥаррқ қез, мишт ԥаррқ Советакан Ҳаястан, Ҳанчареғ ду чартарагорҵ-шинарар, Жоғовәрдоц сурб дашинқов Сталинян, Ду цағкум ес ев кертум луйс апагад. | ،سوتامان آزات آشخارہ هاياستان ،بازوم دارر داژان چامپها دو آنڄھار ،كهاج ورديكه كه ماكهارّڄھين كهز هامار .ور دارّناس دو ماير هايرنيكه ھايوتهيان :كركنرگ ١ ،پهارّكه کھز، ميشت پهارّكه هرساكان ھاياستان ،هانچارغ دو چارتاراگرڄ-شينارار ،ژغوردڄه سورب داشينكهو آنساسان .دو ڄاغكوم يس يو كرتوم لويس آپاگاد ،لنينّ آنماه مز هورن آنشج پارگوڄه ،مر دم شغاڄھ يرجانكابر آيگاباڄه ستالين مڄ كرڄانوميڄ مز پركڄه .يو توڄه مز نر، پايڄارّ كيانكه پارّاپانڄ :كركنرگ ٢ ،پهارّكه کھز، ميشت پهارّكه وراڄنواڄ ھاياستان ،هانچارغ دو چارتاراگرڄ-شينارار ،ژغوردڄه سورب داشينكهو آنساسان .دو ڄاغكوم يس يو كرتوم لويس آپاگاد ،مڄ رّوسيأن مز يغبايروتهيان ذرّكه مکنڄه ،منكه کرتڄھينكه آمراكورّ نر پتتهيون ،وچ مى وسخ چى كارگ ڄنكى برل .آنساسان ژغوردين مر هناگوين :كركنرگ ٣ ،پهارّكه کھز، ميشت پهارّكه سوتاكان ھاياستان ،هانچارغ دو چارتاراگرڄ-شينارار ،ژغوردڄه سورب داشينكهو آنساسان .دو ڄاغكوم يس يو كرتوم لويس آپاگاد |

### Version post-stalinienne

#### Paroles originales en arménien
| Écriture arménienne | Écriture latine | Transcription API | Écriture cyrillique | Écriture arabe |
| --- | --- | --- | --- | --- |
| Սովետական ազատ աշխարհ Հայաստան՝ Բազում դարեր դաժան ճամփա դու անցար՝ Քաջ որդիք քո մաքառեցին քեզ համար՝ Որ դառնաս դու մայր հայրենիք հայության: Կըրկներգ Փառք քեզ՝ միշտ փառք՝ Սովետական Հայաստան՝ Աշխատասեր՝ ճարտարագործ-շինարար՝ Ժողովըրդոց սուրբ դաշինքով անսասան՝ Դու ծաղկում ես և կերտում լույս ապագադ: Լենինն անմահ մեզ հուրն անշեջ պարգեվեց՝ Մեր դեմ շողաց երջանկաբեր այգաբաց՝ Հոկտեմբերը կործանումից մեզ փըրկեց Եվ տըվեց մեզ նոր՝ պայծառ կյանք փառապանծ: Կըրկներգ Մեծ Ռուսիան մեզ եղբայրության ձեռք մեկնեց՝ Մենք կերտեցինք ամրակուռ նոր պետություն՝ Լենինյան մեր կուսակցությունն իմաստուն Հաղթորեն մեզ դեպ կոմունիզմ է տանում: Կըրկներգ, | Sovetakán azát ashkhárh Hayastán, Bazúm darér dazhán camphá du antsár, Qaj vordíq qo maqarretsín qez hamár, Vor darrnás du mayr Hayreníq hayuthyán. Krknérg: Pharrq qez, misht pharrq Sovetakán Hayastán, Ashkhatasér, cartaragórtz-shinarár, Zhoghovrdóts surb dashinqóv ansasán, Du tzaghkúm yes yev kertúm luys apagád. Lenínn anmáh mez hurn anshéj pargevéts, Mer dem shogháts yerjankabér aygabáts, Hoktembére kortzanumíts mez phrkéts Yev tvets mez nor, paytzárr kyanq pharrapántz. Krknérg Metz Rrusián mez yeghbayruthyán dzerrq meknéts, Menq kertetsínq amrakúrr nor petuthyún, Leninyán mer kusaktsuthyúnn imastún, Haghthorén mez dep komunízm e tanúm. Krknérg | [sɔ.vɛ.tɑ.ˈkɑn ɑ.ˈzɑt ɑʃ.ˈχɑɾ̥ hɑ.jɑs.ˈtɑn ǀ] [bɑ.ˈzum dɑ.ˈɾɛɾ dɑ.ˈʒɑn t͡ʃɑm.ˈpʰɑ du ɑn.ˈt͡sʰɑɾ ǀ] [kʰɑd͡ʒ vɔɾ.ˈdikʰ kʰɔ mɑ.kʰɑ.rɛ.ˈt͡sʰin kʰɛz hɑ.ˈmɑɾ ǀ] [vɔɾ dɑr.ˈnɑs du mɑjɾ hɑj.ɾɛ.ˈnikʰ hɑ.ju.ˈtʰjɑn ǁ] [kəɾk.ˈnɛɾɡ] [pʰɑrkʰ kʰɛz ǀ miʃt pʰɑrkʰ ǀ sɔ.vɛ.tɑ.ˈkɑn hɑ.jɑs.ˈtɑn ǀ] [ɑʃ.χɑ.tɑ.ˈsɛɾ ǀ t͡ʃɑɾ.tɑ.ɾɑ.ˈgɔɾt͡s ʃi.nɑ.ˈɾɑɾ ǀ] [ʒɔ.ʁɔ.vəɾ.ˈdɔt͡sʰ suɾb dɑ.ʃiŋ.ˈkʰɔv ɑn.sɑ.ˈsɑn ǀ] [du t͡sʰɑʁ.ˈkum ɛs jɛv kɛɾ.ˈtum lujs ɑ.pɑ.ˈgɑd ǁ] [lɛ.ˈninː ɑn.ˈmɑh mɛz huɾn ɑn.ˈʃɛd͡ʒ pɑɾ.gɛ.ˈvɛt͡sʰ ǀ] [mɛɾ dɛm ʃɔ.ˈʁɑt͡sʰ jɛɾ.d͡ʒɑŋ.kɑ.ˈbɛɾ ɑj.gɑ.ˈbɑt͡sʰ ǀ] [hɔk.tɛm.ˈbɛ.ɾə kɔɾ.t͡sɑ.nu.ˈmit͡sʰ mɛz pʰəɾ.ˈkɛt͡sʰ ǀ] [jɛv tə.ˈvɛt͡sʰ mɛz nɔɾ ǀ pɑj.ˈt͡sɑr kjɑŋkʰ pʰɑ.rɑ.ˈpɑnt͡s ǁ] [kəɾk.ˈnɛɾɡ] [mɛt͡s rus.ˈjɑn mɛz jɛʁ.bɑj.ɾu.ˈtʰjɑn d͡zɛrkʰ mɛk.ˈnɛt͡sʰ ǀ] [mɛŋkʰ kɛɾ.tɛ.ˈt͡sʰiŋkʰ ɑm.ɾɑ.ˈkur nɔɾ pɛ.tu.ˈtʰjun ǀ] [lɛ.nin.ˈjɑn mɛɾ ku.sɑk.t͡sʰu.ˈtʰjunː i.mɑs.ˈtun ǀ] [hɑʁ.tʰɔ.ˈɾɛn mɛz dɛp kɔ.mu.ˈniz.m‿ɛ tɑ.ˈnum ǁ] [kəɾk.ˈnɛɾɡ] | Советакан азат ашхарҳ Ҳаястан, Базум дарер дажан чамԥа ду анцар, Қаҗ вордиқ қо мақаррецин қез ҳамар, Вор даррнас ду майр Ҳайрениқ ҳаюҭян. Кәркнерг: Ԥаррқ қез, мишт ԥаррқ Советакан Ҳаястан, Ашхатасер, чартарагорҵ-шинарар, Жоғовәрдоц сурб дашинқов ансасан, Ду цағкум ес ев кертум луйс апагад. Ленинн анмаҳ мез ҳурн аншеҗ паргевец, Мер дем шоғац ерҗанкабер айгабац, Ҳоктемберә корҵанумиц мез ԥәркец Ев тәвец мез нор, пайҵарр кянқ ԥарапанҵ. Кәркнерг Меҵ Ррусиан мез еғбайруҭян дзеррқ мекнец, Менқ кертецинқ амракурр нор петуҭюн, Ленинян мер кусакцуҭюнн имастун, Ҳағҭорен мез дер комунизм э танум. Кәркнерг | ،سوتامان آزات آشخارہ هاياستان ،بازوم دارر داژان چامپها دو آنڄھار ،كهاج ورديكھ كھ ماكهارّڄھين كهز هامار .ور دارّناس دو ماير هايرنيكھ ھايوتهيان :كركنرگ ،پهارّكھ کھز، ميشت پهارّكھ سوتاکان ھاياستان ،آشخاتاسر، چارتاراگرڄ-شينارار ،ژغوردڄھ سورب داشينكهو آنساسان .دو ڄاغكوم يس يو كرتوم لويس آپاگاد ،لنينّ آنماھ مز هورن آنشج پارگوڄھ ،مر دم شغاڄھ يرجانكابر آيگاباڄھ ھکتمبر كرڄانوميڄ مز پركڄھ .يو توڄھ مز نر، پايڄارّ كيانكھ پارّاپانڄ كركنرگ ،مڄ رّوسيأن مز يغبايروتهيان ذرّكھ مکنڄھ ،منكھ کرتڄھينكھ آمراكورّ نر پتتهيون ،لنينيان مر كوسامڄھوتھيونّ ايماستون .هاغتهرن مز دپ كمونيزم اے تانوم كركنرگ |

#### Traduction française
Terre soviétique libre – Arménie !

Tu as traversé un chemin difficile pendant des siècles,

Tes braves fils ont lutté pour toi,

Pour que tu deviennes la patrie des Arméniens.

Refrain :

Sois glorieuse, sois toujours glorieuse, Arménie soviétique !

Amoureuse du travail et constructrice de bâtiments

Incassable par la sainte alliance des peuples,

Tu fleuris et crées ton avenir radieux!

L'immortel Lénine nous a offert le feu éternel,

L'aube du bonheur brille sur nous,

Octobre nous a sauvés de la destruction.

Et nous a donné une nouvelle vie brillante et glorieuse.

Refrain

La grande Russie nous a tendu la main de l'amitié,

Nous avons créé un nouvel état fort.

Notre sage parti de Lénine,

Nous mène victorieusement au communisme!

Refrain